# 페이사 릴레사
페이사 릴레사(Feyisa Lilesa, 1990년 2월 1일 ~ )는 에티오피아의 육상 선수이다. 2011년 대구 세계 육상 선수권 대회 마라톤에서 동메달, 2016년 하계 올림픽 마라톤 종목에서 은메달을 기록했다.
2016년 하계 올림픽에서 은메달을 획득하고 X자를 그려보이는 세레머니를 하였는데, 이는 오로미아족 반정부 시위대에 대한 강경 진압에 대한 반정부 퍼포먼스였다. 이에 대하여 국제올림픽위원회(IOC)는 적법성 조사에 들어갔다.
2021년 11월, 페이사 릴레사는 티그레이 반군에 맞서 에티오피아의 최전선에 있다.

## 같이 보기
- 2016년 하계 올림픽 육상
- 마라톤